# Slobodan Santrač
Slobodan Santrač (1. července 1946, Koceljeva – 13. února 2016, Bělehrad) byl jugoslávský fotbalista a trenér.
Hrál útočníka hlavně za OFK Bělehrad. Je s 218 góly nejlepším střelcem v historii jugoslávské ligy.

## Hráčská kariéra
Slobodan Santrač hrál útočníka za OFK Bělehrad, Grasshopper, Partizan a Zemun. V OFK se stal 4× králem střelců ligy. S Partizanem získal titul v ročníku 1977–78, během něhož v zimě do klubu přišel.
V reprezentaci hrál 8 zápasů a dal 1 gól.

## Trenérská kariéra
Santrač trénoval reprezentace Jugoslávie, Saúdské Arábie a Makedonie. S Jugoslávií se dostal do osmifinále na MS 1998, kde prohráli 1:2 s Nizozemskem.
Trénoval i několik čínských klubů.

## Úspěchy

### Hráč
OFK Beograd
- Jugoslávský pohár: 1965–66

Partizan
- Jugoslávská liga: 1977–78

### Trenér
Šan-tung Lu-neng Tchaj-šan
- Čínská liga: 1999
- Čínský pohár: 1999

### Individuální
- Král střelců jugoslávské ligy (4): 1967–68, 1969–70, 1971–72, 1972–73